# Сугиура, Асами
Асами Сугиура (яп. 杉浦 亜紗美 Сугиура Асами, род. 19 августа 1985) — японская актриса и модель. В начале карьеры использовала псевдоним Асами (яп. 亜紗美).

## Биография
Родилась в Токио 19 августа 1985 года. В возрасте 19 лет снялась в фильме Наоюки Томомацу «Kiss me or kill me: Todokanakutemo aishiteru» (яп. kiss me or kill me　届かなくても愛してる), вышедшем в 2005 году. В марте 2005 года она снялась в гравюр-видео «Wash Me!», как порноактриса дебютировала в апреле того же года в фильме компании «Kuki» «In Love». Работала с этой компанией до 2005 года, затем ушла в другую.
Помимо съёмок в порно, Сугиура снималась в V-Cinema и обычных фильмах, в том числе в вышедшем в феврале 2006 года снятом Нобору Игути фильме «Oira Sukeban» (яп. おいら女蛮 スケバン). Сюжет фильм основан на одноимённой манге, Асами Сугиура играет роль мальчика, лицо которого похоже на женское и который учится в школе для девочек. Один из рецензентов прокомментировал роль Сугиуры так: «женщина исполняет роль мальчика, притворяющегося девочкой. Это не легко сделать. Однако, она неплохо справляется с этим».
В 2008 году Асами Сугиура сыграла подругу главной героини в снятом Нобору Игути фильме «Девочка-пулемёт». В январе 2009 года вышел сиквел «Shyness Machine Girl» (яп. hajiraiマシンガール), в котором были использованы кадры с участием Сугиуры, снятые во время съёмок первого фильма. Также она сыграла в вышедшем в августе 2008 года фильме ужасов Юдаи Ямагути «Tamami: The Baby's Curse» (яп. ).
В 2008 году Сугиура заняла третье место в номинации «Best New Actress» на конкурсе «Pink Grand Prix» за свою роль, сыгранную в фильме «Prison Girl» (яп. 女囚アヤカ　いたぶり牝調教 Дзёсю Аяка: итабури мэсу тёкё). В 2009 году Асами Сугиура на том же конкурсе получила премию в номинации «Best Actress» за роль в фильме «Three Slaves» (яп. 三匹の奴隷 Самбики но дорэй).
В ноябре 2008 года вышел порнофильм с участием Сугиуры «Three Sisters Ninja Sex», в котором помимо неё снялись ещё 3 актрисы. Сугиура играет в этом фильме роль женщины-ниндзя (куноити) и носит исторический костюм. В конце 2008 — начале 2009 годов компания «Media Station» выпустила под торговой маркой «Bazooka» 3 исторических косплей-порнофильма, главную роль в которых сыграла Сугиура. 8 ноября 2008 года Асами Сугиура объявила, что она уходит из порноиндустрии, чтобы посвятить себя съёмкам в обычных фильмах.
Сугиура продолжила сотрудничество с режиссёром Нобору Игути, которого она считает тем человеком, который дал ей шанс сниматься в обычных фильмах. В 2009 году она сыграла в его фильме «RoboGeisha» (яп. ロボゲイシャ). В 2010 году Асами Сугиура сыграла главные роли в «Yakuza-Busting Girls: Duel in Hell» (яп. 逆襲！スケ番☆ハンターズ　～地獄の決闘～) и его сиквеле «Yakuza-Busting Girls: Final Death Ride Battle» (яп. 爆発！スケ番☆ハンターズ　～総括殴り込み作戦～), спецэффекты для обоих этих фильмов разработал Ёсихиро Нисимура. Премьерный показ фильмов состоялся на кинофестивале «Yubari International Fantastic Film Festival», в прокат фильмы вышли в мае 2010 года.
В 2010 году Сугура вместе с порноактрисой Саори Харой снялись в фильме «Horny House of Horror». Также она сыграла небольшую роль в фильме «Mutant Girls Squad». Помимо этого она снялась в фильме Ёсихиро Нисимуры «Helldriver», но сцены с ней были вырезаны из версии для международного проката.
В 2011 году Асами Сугиура вместе с порноактрисой Марией Одзавой снялись в фильме Наоюки Томомацу «Erotibot» (яп. 華麗なるエロ神家の一族　-深窓令嬢は電気執事の夢をみるか- карэй нару эрогами-кэ но итидзоку: синсо рэздё ва дэнки сицудзи но юмэ о миру ка). Сугиура снялась ещё в 2 комедийных фильмах ужасов, снятых Нобору Игути, в вышедшем в сентябре 2011 года «Zombie Ass», и вышедшем в июле 2012 года «Dead Sushi». В мае 2014 года Сугиура совершила тур по американскому городу Даллас (штат Техас) в рамках рекламной кампании по продвижению фильма «Gun Woman» (яп. 女体銃　ガン・ウーマン). Фильм был показан на «Yubari International Fantastic Film Festival» в 2014 году и получил там премию «Special Jury Prize», актёрская игра в фильме Сугиуры была удостоена на фестивале специального упоминания.